# Crispin Tickell
Sir Crispin Tickell (25 agosto 1930 – 25 gennaio 2022) è stato un diplomatico e ambientalista britannico.

## Biografia
Dopo l'istruzione secondaria alla Westminster School andò al collegio Christ Church, Oxford laureandosi nel 1952 con onori di prima classe in Storia Moderna. Ha il suo servizio nazionale nel Coldstream Guards come 2a° tenente tra il 1952 e il 1954. Tickell aderì al servizio diplomatico britannico nel 1954, al Foreign and Commonwealth Office a Londra fino al 1955 quando si trasferisce a l'Ambasciata Britannica presso L'Aia. È stato successivamente Capo di Gabinetto del Presidente della Commissione europea (1977-1980), ambasciatore britannico in Messico (1981-1983), segretario permanente dell'Overseas Development Administration (1984-1987), ambasciatore britannico alle Nazioni Unite e Rappresentante permanente al Consiglio di sicurezza dell'ONU (1987-1990).
È stato nominato MVO (Ordine Reale Vittoriano) nel 1958 e successivamente nominato Cavaliere come KCVO nel 1983 per segnare la conclusione della visita in Messico della regina Elisabetta. È stato nominato GCMG (Ordine di San Michele e San Giorgio) per il suo lavoro presso le Nazioni Unite nel 1988.
È stato descritto come uomo di forti convinzioni ambientali, anche se il suo messaggio non ha sempre viaggiato facilmente all'estero, in particolare negli Stati Uniti. Il suo libro del 1977 I cambiamenti climatici nel mondo degli affari (Climate Change in World Affairs) sostiene che gli Stati del Terzo Mondo potrebbero essere costretti a cessare l'inquinamento. Nonostante la sua netta non scientificità la sa teoria è rispettata internazionalmente per aver colto fortemente le questioni di politica della scienza. Egli è stato il destinatario, tra il 1990 e il 2006, del 23 dottorati honoris causa. Egli è attualmente il presidente dell'associazione Inglese TREE AID che si batte per dare migliori condizioni all'Africa e contemporaneamente per migliorare le condizioni ambientali. Egli è anche un patrono della Optimum Population Trust.
Sir Crispin è stato presidente della Royal Geographical Society dal 1990 al 1993 e del Warden di Green College, Oxford tra il 1990 e il 1997, dove ha nominato George Monbiot e Norman Myers in qualità di Visiting Fellow. Dal 1996 fino all'agosto 2006 è stato rettore dell'Università di Kent quando Sir Robert Worcester ha assunto la posizione.
È attualmente direttore del programma di prospettiva politica del James Martin Institute per la Scienza e Civiltà presso l'Università di Oxford e presidente emerito del Clima Institute, a Washington, Distretto di Columbia. Ha molti interessi, compresi i cambiamenti climatici, questioni demografiche, la conservazione della biodiversità e la storia della Terra. Tickell ha contribuito a scrivere il discorso globale sul cambiamento climatico di Margaret Thatcher. Ha presieduto il Pannello di governo per lo sviluppo sostenibile (1994-2000) di John Major, ed è stato un membro del governo task force sotto la parte del lavoro: uno sulla riqualificazione urbana, presieduta da Sir Richard Rogers (1998-1999), e uno su potenzialmente pericolosi Near-Earth Objects (2000).